# Weißenburg in Bayern
Weißenburg in Bayern is een gemeente in de Duitse deelstaat Beieren, gelegen in het Landkreis Weißenburg-Gunzenhausen. De in het zuiden van Duitsland gelegen stad telt 18.578 inwoners en een oppervlakte van 97,55 km².

## Economie
In de stad zijn verscheidene middelgrote en kleine fabrieken gevestigd, waaronder één van bouwbeslag ( hang- en sluitwerk) en één van plastic auto-onderdelen.
Vanwege de talrijke bezienswaardigheden is het toerisme niet zonder belang.

## Historie

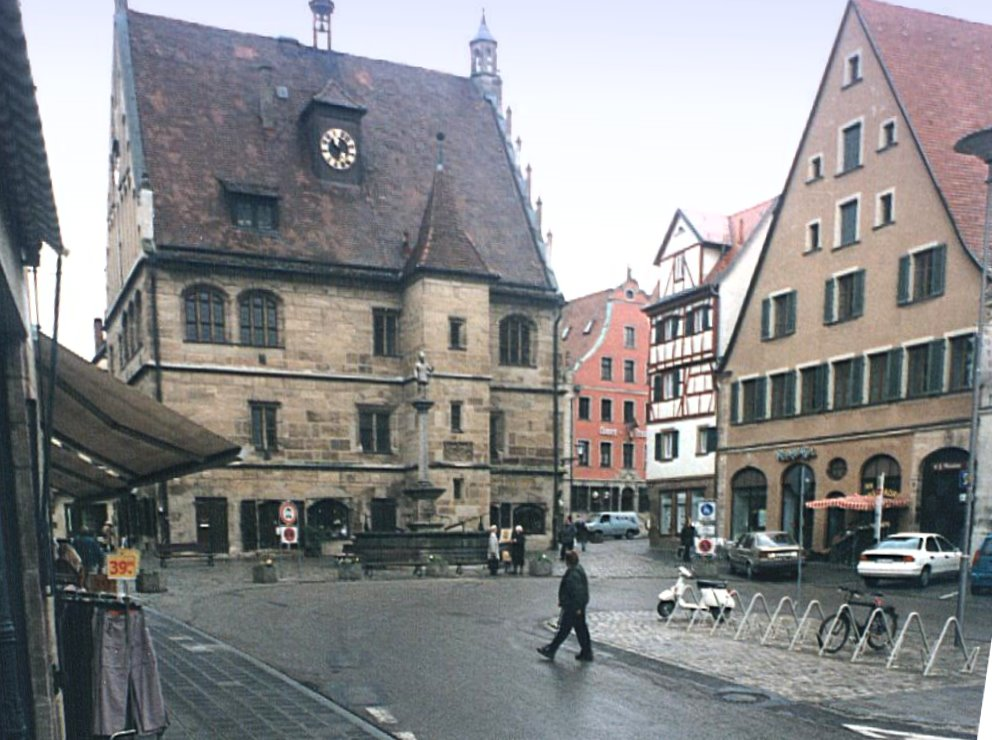
Stadhuis

zie Rijksstad Weißenburg

## Bezienswaardigheden
- De historische binnenstad met talrijke oude huizen, één nog bewaard gebleven stadspoort en restanten van de stadswallen
- De bossen van het Weißenburger Wald lenen zich voor, ook langere, wandelingen
- Verscheidene musea, waaronder het in 2017 heropende Romeins Museum (RömerMuseum), zie externe link